# サンテーレナ・サンニータ
サンテーレナ・サンニータ（イタリア語: Sant'Elena Sannita）は、イタリア共和国モリーゼ州イゼルニア県にある、人口約300人の基礎自治体（コムーネ）。

## 地理

### 位置・広がり

#### 隣接コムーネ
隣接するコムーネは以下の通り。括弧内のCBはカンポバッソ県所属を示す。
- ボヤーノ (CB)
- カザルチプラーノ (CB)
- フロゾローネ
- マッキアゴーデナ
- スピネーテ (CB)